# Městská autobusová doprava v Liberci

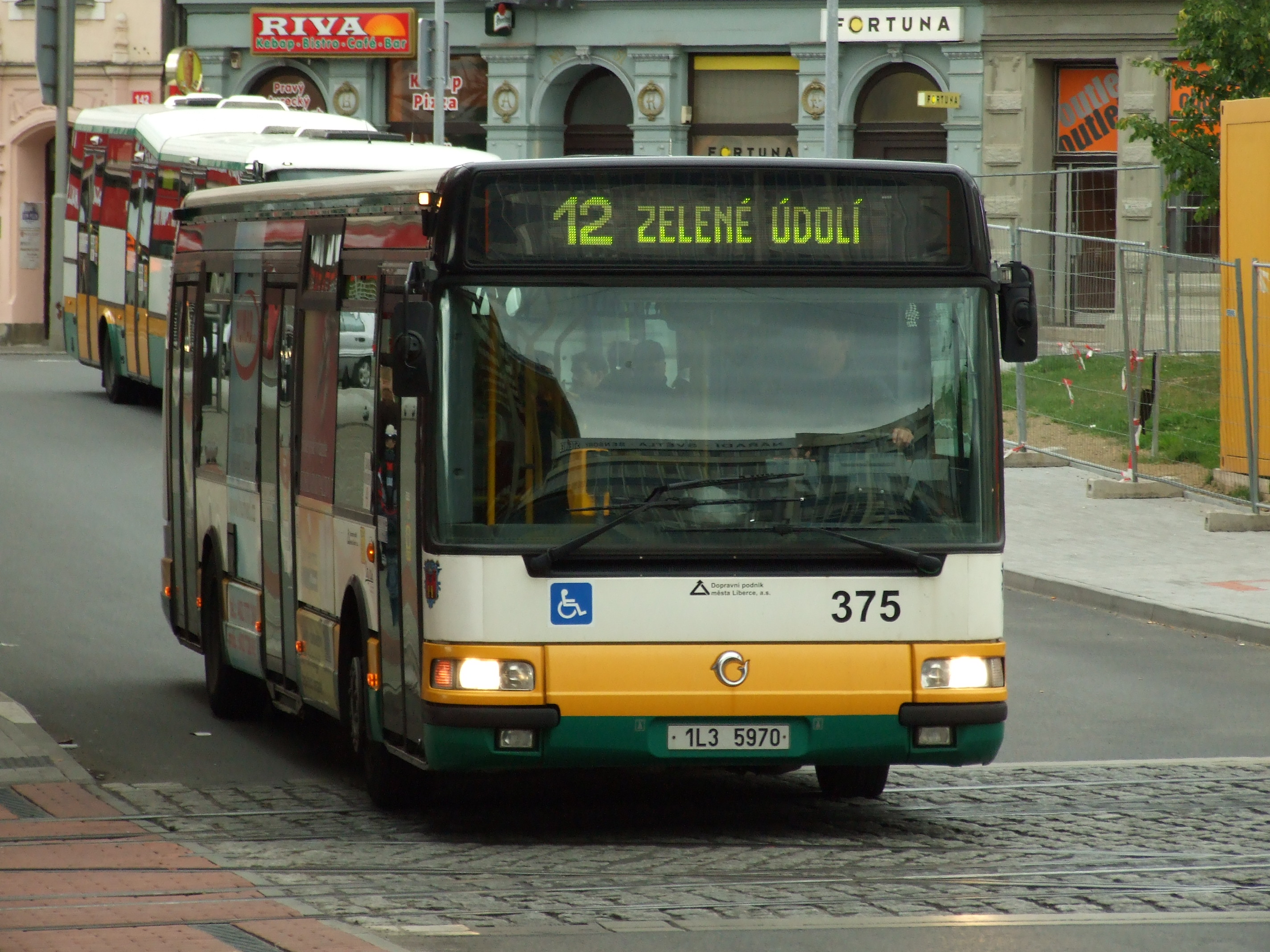
Městský autobus Irisbus Citybus 12M v terminálu MHD Fügnerova

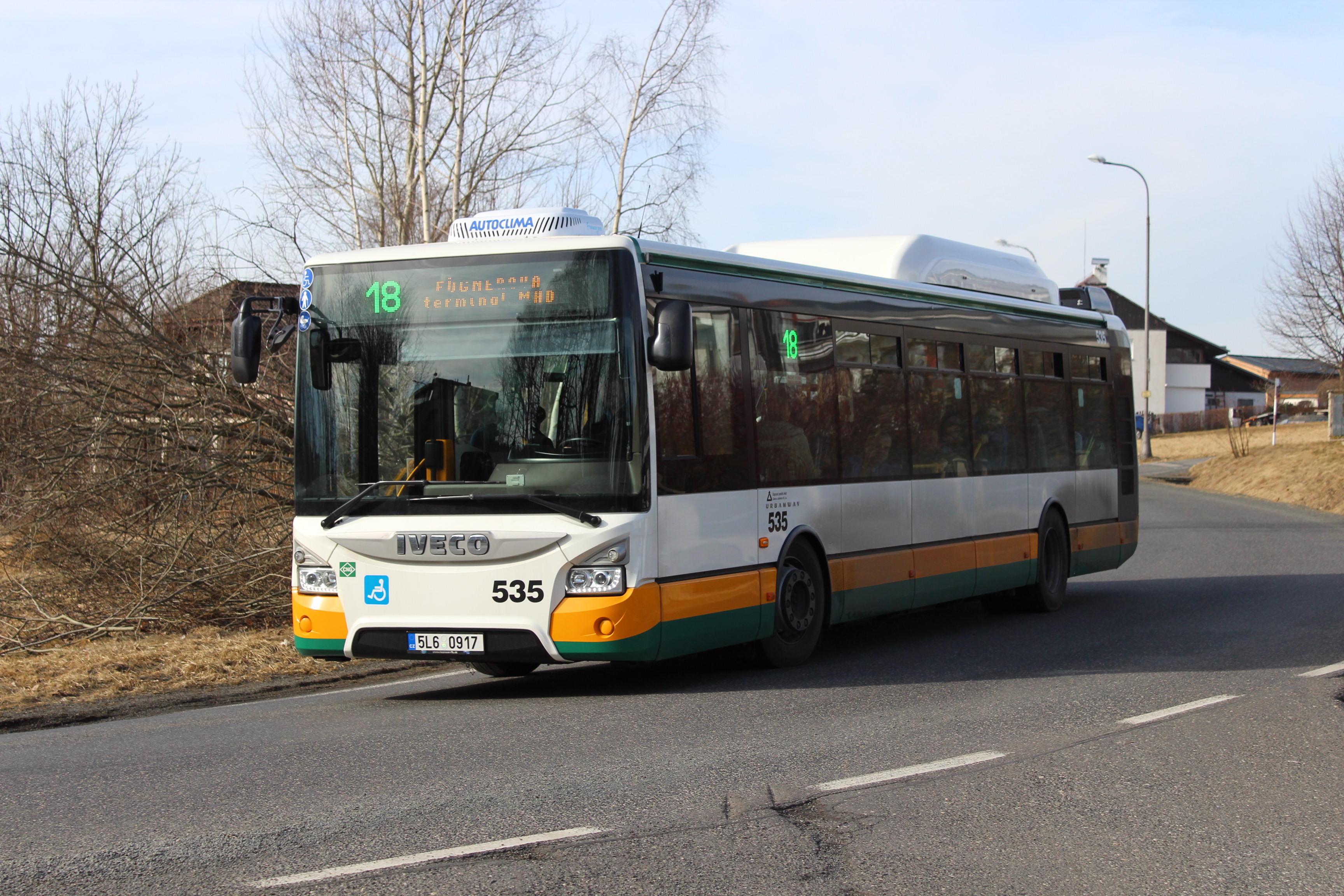
Autobus Iveco Urbanway 12M u zastávky U Pramenů

Městské autobusové linky v Liberci, českém krajském městě, provozuje Dopravní podnik měst Liberce a Jablonce nad Nisou a.s. (do listopadu 2010 pod názvem Dopravní podnik města Liberce a.s.). Linky liberecké MHD zajíždějí také do několika okolních obcí. Součástí systému městské hromadné dopravy v Liberci jsou kromě sítě autobusových linek i dvě tramvajové tratě.

## Historie
Poprvé se autobusy v ulicích města Liberce objevily v roce 1927. První linka vedla z Ruprechtic k radnici, kde lidé mohli přestoupit do tramvají. Autobusovou dopravu provozovalo město až do roku 1933, kdy ji prodalo soukromé společnosti. Ne však natrvalo – o 6 let později, v souvislosti s připojením dalších obcí k Liberci, ji město přebralo zpět. Provoz pak přerušila až válka.
Již dva měsíce po osvobození, od července 1945, byl provoz postupně obnovován, od srpna 1948 dokonce rozšiřován – přibyla nová linka do Jablonce nad Nisou (v roce 1955 nahrazená tramvajovou tratí). Roku 1960 autobusy převzaly dopravu po zrušených tramvajových tratích do Rochlic a Růžodolu. Centrálním bodem veškeré autobusové dopravy se stal v roce 1995 terminál Fügnerova – moderní přestupní uzel, v roce 2008 upravený a modernizovaný.

## Dopravci

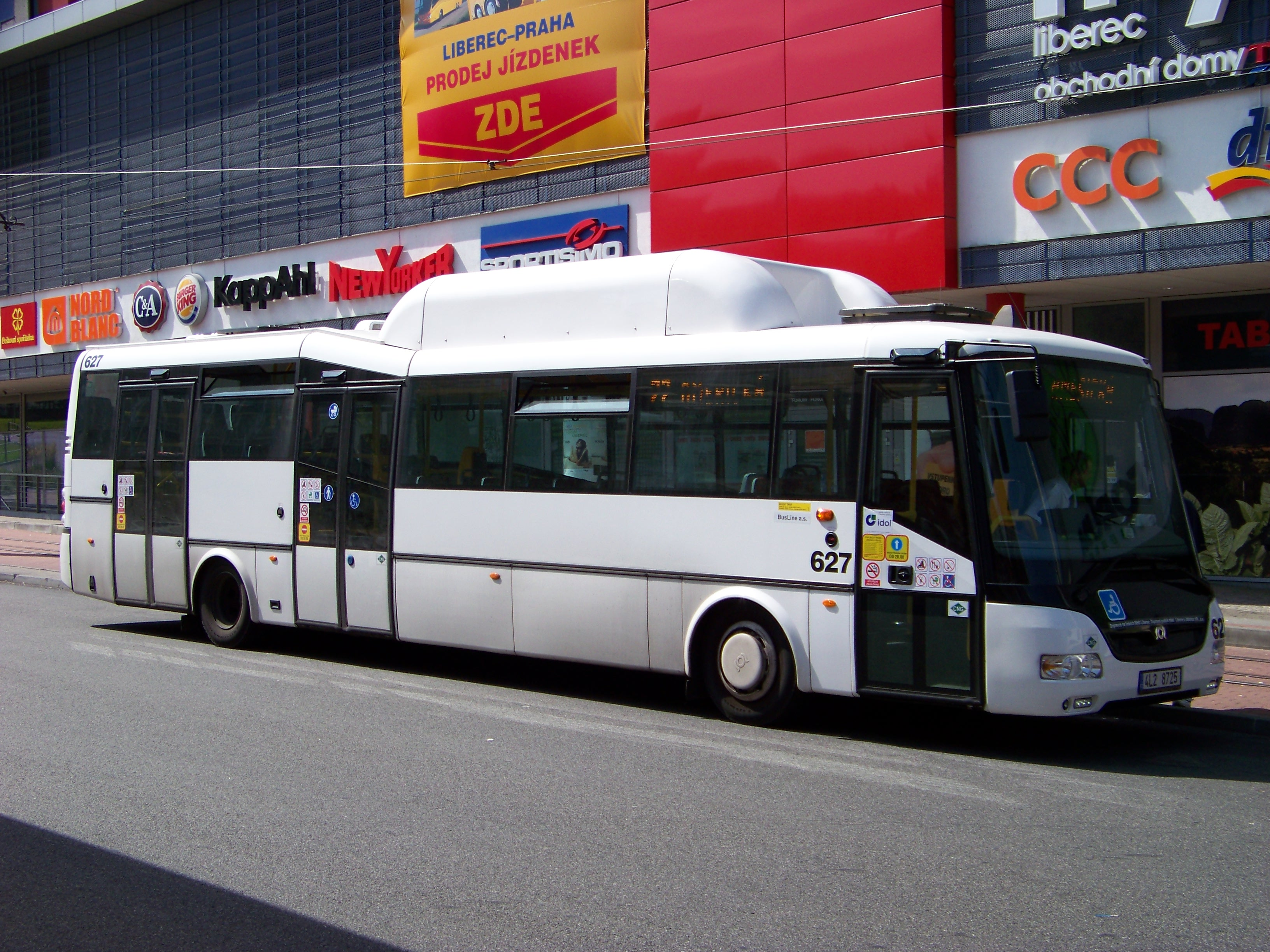
Autobus SOR BN 12 subdodavatele BusLine na terminálu MHD Fügnerova v roce 2012

Na provozu městských linek se podílelo v pozici subdodavatelů i několik dalších dopravců, avšak na rozdíl od jiných měst žádný z nich ani po liberalizaci silniční dopravy zákonem č. 111/1994 Sb. nejezdil na vlastní licenci. Asi 20 % provozu MHD zajišťovala až do roku 2008 ČSAD Liberec a.s., která pro tento účel měla samostatnou divizi MHD. Do 1. května 2004 zajišťoval linky 16 a 33 soukromý dopravce Ivan Pacák. Své autobusy v minulosti na některé linky (zejména výlukové linky X5 a X11) nasazovala i společnost ČSAD Jablonec nad Nisou a.s.
V září 2008 se představenstvo Dopravního podniku města Liberce usneslo, že DP koupí od ČSAD Liberec jeho divizi MHD. Do konce roku 2008 tak DP převzal 35 stálých zaměstnanců, 23 brigádníků a 23 autobusů, z toho 9 na zemní plyn. Na základě této transakce si hodlá DP pořizovat v budoucnu i další plynové autobusy. Mzdy svých původních řidičů slíbil dorovnat na vyšší úroveň, jaké dosahovaly mzdy přecházejících řidičů.
V roce 2009 podepsal dopravní podnik smlouvu s ČSAD Jablonec nad Nisou na zajištění části spojů. V roce 2011 pak vyjel na linky MHD Liberec jeho právní nástupce, společnost BusLine, která měla zajišťovat 40 % spojů. Smlouva byla často kritizovaná a pro DPMLJ nevýhodná. Dopravce BusLine nakonec v červenci 2018 smlouvu v důsledku neplacení faktur vypověděl, naposledy byly jeho autobusy vypraveny do MHD v Liberci 25. ledna 2019.

## Síť
V roce 2019 zahrnuje městská autobusová síť 45 linek (z toho deset školních, šest nočních a dvě tzv. „obchodní“, na kterých je přeprava zdarma). Běžné linky jsou číslovány v rozmezí 12 až 40 (jednociferná čísla patří tramvajím, číslo 11 meziměstské tramvajové lince), výlukové linky mají čísla buď v řadě od 41, případně "X" a číslo linky. Školní linky mají čísla v rozmezí 50 až 60, noční v řadě od 90. Licenční čísla linek jsou z řady 545012 až 545600, pod obdobnými, „pseudolicenčními“ čísly jsou někdy uváděny i tramvajové linky, zejména meziměstská linka 11. Do roku 2019 byla subdodavatelem semilská firma BusLine, podílející se na provozu čtyřiadvaceti autobusy.
Centrálním bodem MHD je od ledna 1996 terminál Fügnerova, kde kromě tří autobusových linek (33, 56 a 59) staví všechny autobusy i tramvaje. Nejvytíženější jsou linky obsluhující největší liberecká sídliště (především Rochlice a Ruprechtice).

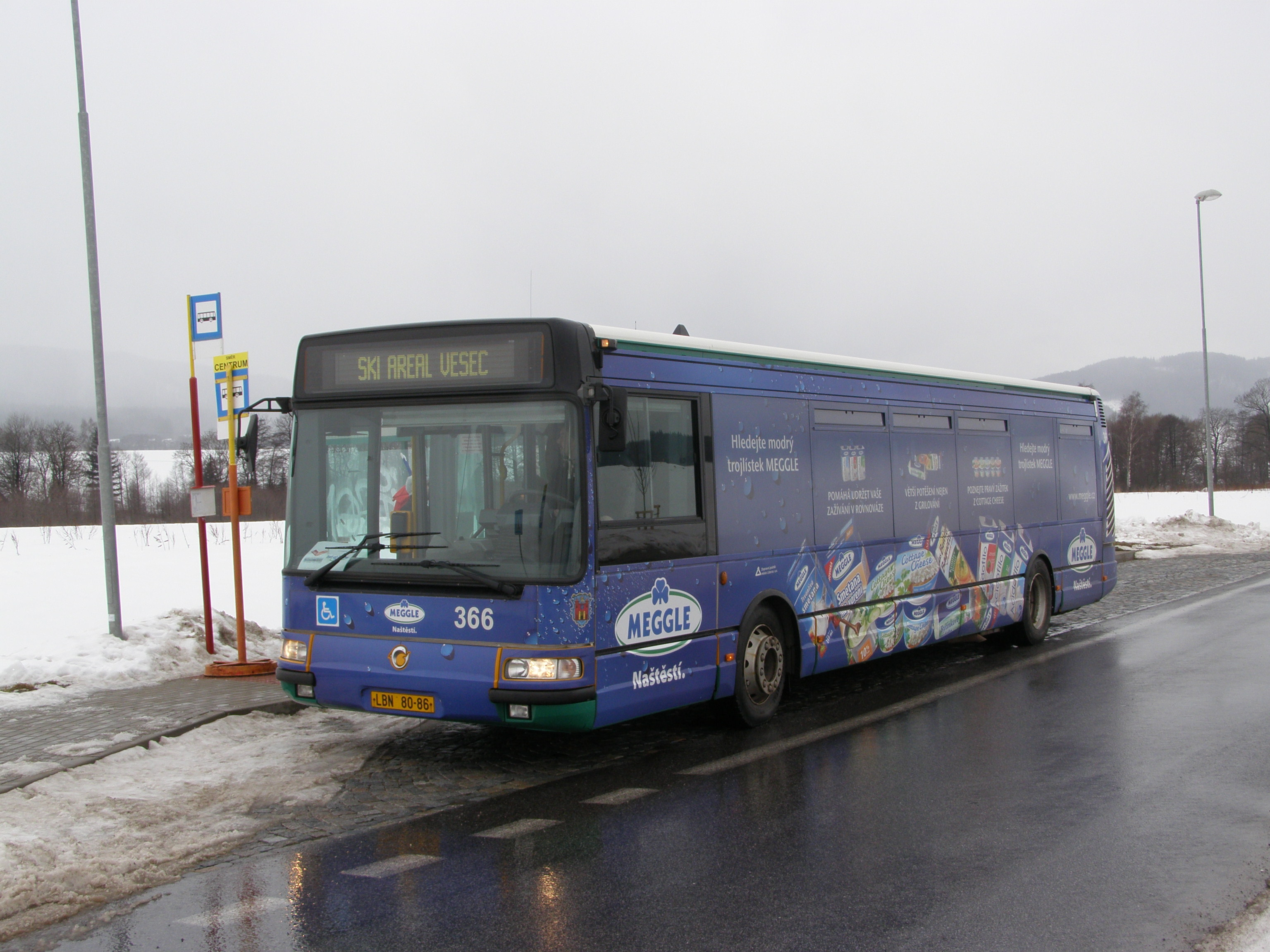
Během konání Mistrovství světa v klasickém lyžování byla v Liberci významně posílena doprava

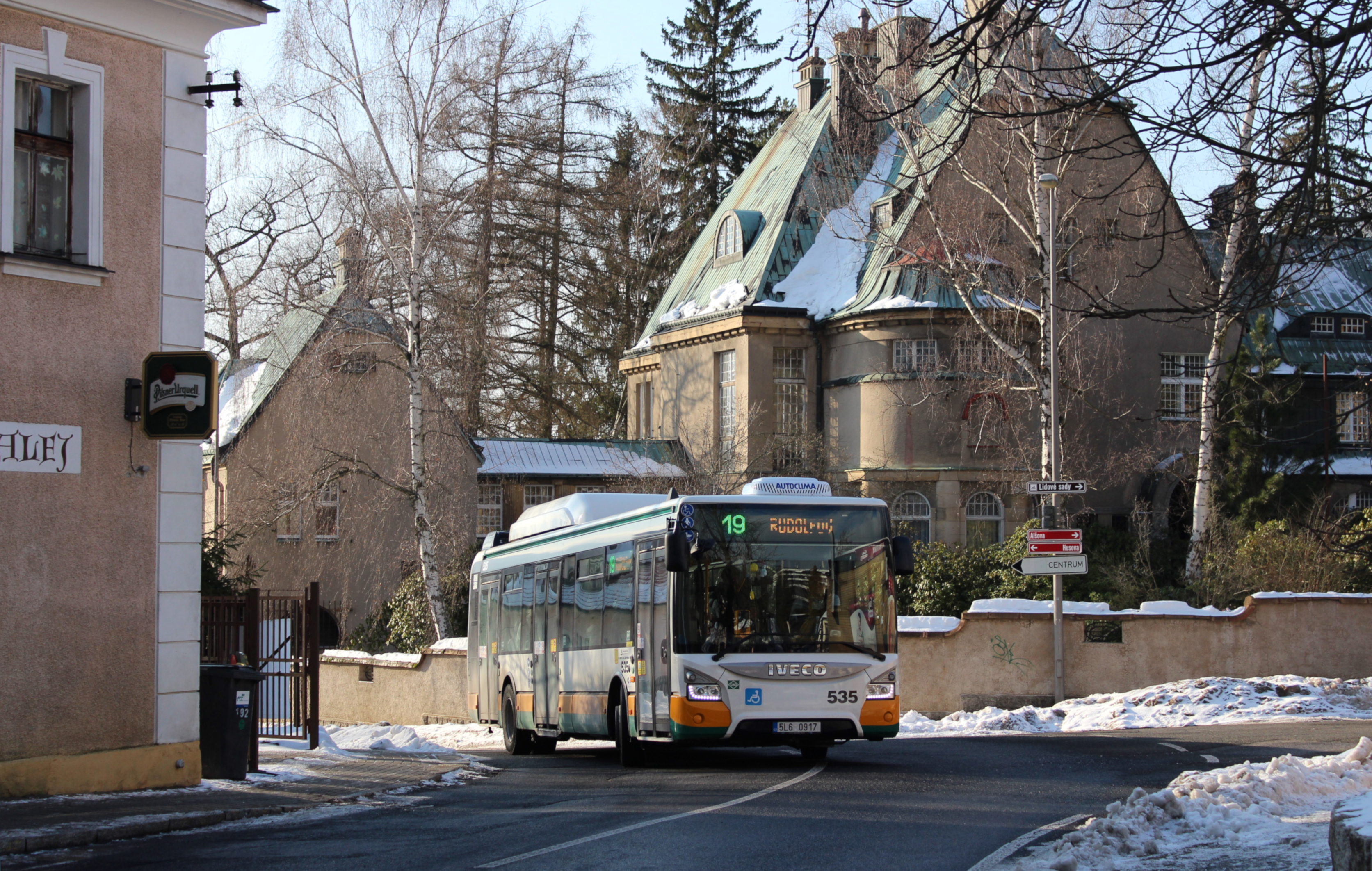
Autobus Iveco Urbanway 12M u zastávky Březová alej

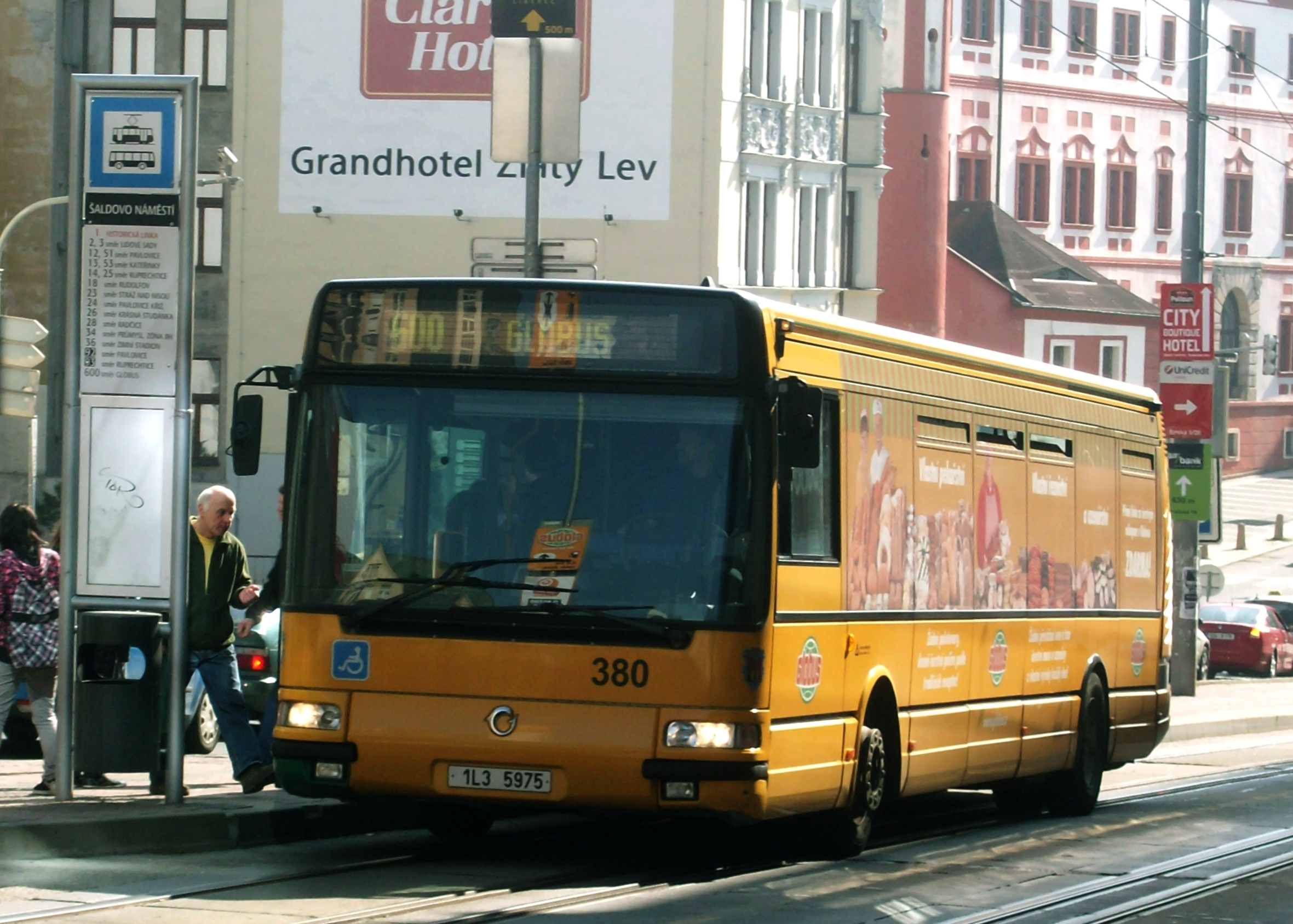
Zastávka Šaldovo náměstí je rovněž významným dopravním uzlem

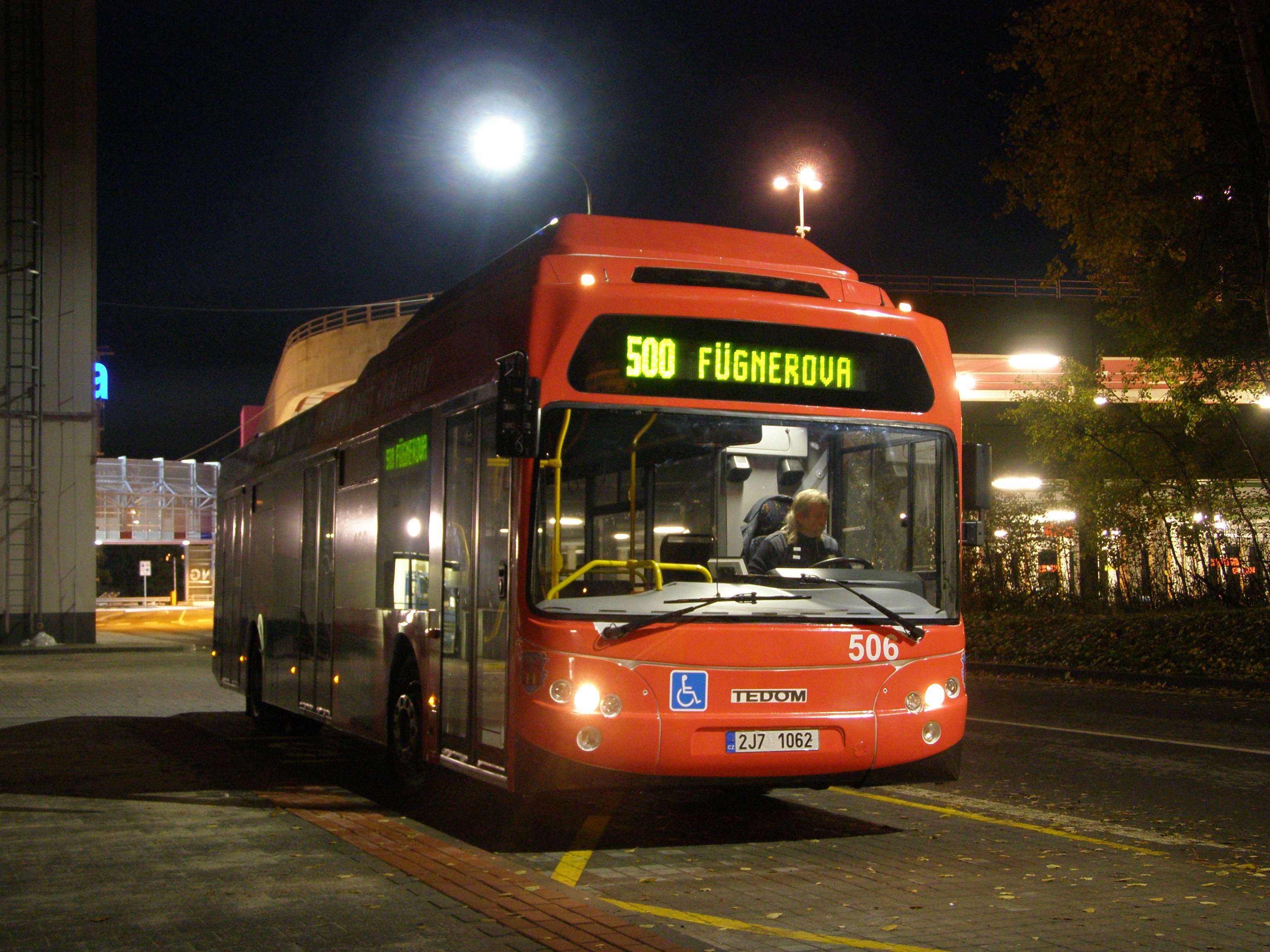
Bývalý Autobus Tedom C 12 G na lince 500 ve stanici OC Nisa

### Seznam linek (k červnu 2025)
- linka 12 Pavlovice křižovatka – Pavlovice Letná – Fügnerova – Zelené Údolí – Pekárny / Broumovská
- linka 13 Doubí sídliště – Fügnerova – Pavlovice křižovatka – Kateřinky, lesní správa – Škola Kateřinky
- linka 14 Fügnerova – Ruprechtice sídliště – Pavlovice Letná – Polní – Globus
- linka 15 Fügnerova – Harcov kostel – Harcov Myslivna
- linka 16 Fügnerova – Františkov sídliště – Ostašov – Machnín – Kryštofovo Údolí – Novina – Křižanské sedlo
- linka 17 Fügnerova – Aréna – Fügnerova
- linka 18 Fügnerova – U Pramenů – Blanická – Škola Kateřinky – Rudolfov – Bedřichov
- linka 19 Fügnerova – Harcov střelnice – Rudolfov – Škola Kateřinky
- linka 20 Fügnerova – Pilínkov – Šimonovice
- linka 21 Králův Háj – Fügnerova – Králův Háj
- linka 22 Kunratice Mšenská – Kunratická sídliště – Fügnerova – Františkov sídliště – Průmyslová zóna Jih – OC Nisa
- linka 23 Stráž nad Nisou – Fügnerova – Zelené Údolí – Pekárny
- linka 24 Doubí sídliště – Fügnerova – Pavlovice křižovatka – Radčice
- linka 25 Pavlovice křižovatka – Ruprechtice sídliště – Fügnerova – Broumovská
- linka 26 Doubí sídliště – Fügnerova – Pavlovice křižovatka – Krásná Studánka – Stráž nad Nisou
- linka 27 Fügnerova – Průmyslová zóna Sever
- linka 28 Fügnerova – Stráž nad Nisou – Pavlovice křižovatka – Radčice
- linka 29 Fügnerova – Kunratická sídliště – Kunratice Mšenská
- linka 30 Fügnerova – Stráž nad Nisou
- linka 31 Fügnerova – Průmyslová zóna Jih
- linka 32 Průmyslová zóna Sever – Globus – Fügnerova
- linka 33 Kunratická sídliště – Dobiášova – Melantrichova – Rochlice – Průmyslová zóna Jih
- linka 34 Fügnerova – Ruprechtice sídliště – Pavlovice Letná – Průmyslová zóna Jih
- linka 35 Fügnerova – Zelené Údolí – Průmyslová zóna Jih
- linka 36 Fügnerova – U Soudu – Nádraží – Zimní stadion – U Soudu – Fügnerova (školní linka)
- linka 37 Františkov sídliště – Fügnerova – Pilínkov (rychlíková linka)
- linka 38 Fügnerova – U Krematoria
- linka 39 Doubí Sídliště – Fügnerova – Pavlovice křižovatka – Stráž nad Nisou (víkendová linka)
- linka 40 Fügnerova – Nemocnice – Klášterní – Fügnerova
- linka 51 Fügnerova – ZŠ Jabloňová (školní linka)
- linka 52 Fügnerova – Školní – Králův Háj (školní linka)
- linka 53 Fügnerova – Škola Kateřinky (školní linka)
- linka 54 Škola Kateřinky – Nádraží – Fügnerova (školní linka)
- linka 55 Škola Kateřinky – Radčice – ZŠ Vrchlického – Fügnerova (školní linka)
- linka 56 Králův Háj – Školní – Kunratická sídliště (školní linka)
- linka 57 Fügnerova – Univerzitní koleje (školní linka)
- linka 58 Nádraží – Fügnerova – Univerzitní koleje (školní linka)
- linka 59 Vratislavice nad Nisou škola – Vratislavice nad Nisou – Vratislavice nad Nisou škola (školní linka)
- linka 60 Fügnerova – Doubí sídliště – Pilínkov – Šimonovice (školní linka)
- linka 91 Fügnerova – Americká – Horní Hanychov – Fügnerova (noční linka)
- linka 92 Fügnerova – Ruprechtice, náměstí – Vrchlického – Pavlovice, Letná – Fügnerova (noční linka)
- linka 93 Fügnerova – Dobiášova – Univerzitní koleje – Fügnerova (noční linka)
- linka 94 Fügnerova  – Vesec, samoobsluha – Vratislavice nad Nisou, výhybna –  Fügnerova (noční linka)
- linka 97 Žitavská – Růžodol I – Ostašov – Husitská – Spáleniště – Dolní Hanychov – Nádraží (noční linka)
- linka 98 Doubská – Rochlice – Dobiášova – Nádraží (noční linka)
- linka 99 Broumovská – Hrubínova – Letná – Fügnerova – Nádraží (noční linka)
- linka 500 Fügnerova – OC Nisa (linka zdarma)
- linka 600 Fügnerova – Globus – Bauhaus (linka zdarma)

### Noční doprava
Liberec, ač jedno z největších měst v republice, dlouho neměl noční dopravu, až do roku 2007 odjížděly poslední autobusy po jedenácté hodině večerní. Vedení liberecké radnice a dopravního podniku to odůvodňovalo především ekonomickými důvody. První noční spoje Liberečany svezly 1. prosince 2007, kdy byl zkušebně prodloužen provoz na tramvajových linkách 3 a 11 a na autobusových linkách 12, 22, 24, 25 a 29. Noční spoje vyjížděly z terminálu Fügnerova hromadně vždy ve 23:50 a 0:30, v nocích předcházejících volným dnům pak ještě v 1:10 a 2:00. Po tříměsíční zkušební době bylo vzhledem k zájmu veřejnosti rozhodnuto o jejich zachování.
Od 1. září 2010 došlo ke změně koncepce noční dopravy. Provoz na tramvajových linkách zůstal zachován, běžné autobusové linky však byly nahrazeny novými nočními okružními linkami. Ty nesly číselné označení 90 - 93, kdy linka 90 obsluhovala místní části Rochlice, Vesec a Doubí, linka 91 části Harcov, sídliště Kunratická a Broumovská, linka 92 části Růžodol I a Pavlovice a linka 93 části Pavlovice a Ruprechtice. Bez obsluhy tak nově zůstal jen Františkov a ulice Americká, kam žádná z nových linek trasována nebyla. Nový dopravní koncept přinesl úsporu tří vozů a tří řidičů. Okružní linky začínaly a končily na terminálu Fügnerova, zachovány byly hromadné rozjezdy ve 23:50, 0:30 a o víkendu i v 1:10 a 2:00.
Od 1. září 2012 došlo k optimalizaci nočního provozu, kdy se změnil počet a čas hromadných odjezdů z centra města (nově linky odjížděly v 0:20, o volných dnech pak navíc v 1:10 a 2:00). Dále byla zrušena linka 93 a změněny trasy ostatních linek. Linka 92 nově začala obsluhovat také Ruprechtice, linka 91 zase Rochlici. Skončilo ovšem zajíždění nočních linek na zastávky umístěné přímo na sídlištích, jako je Kunratická, Doubí, Broumovská či Ruprechtice - autobusy nově zastavují jen v zastávkách na okrajích sídliště.
Druhou novinkou bylo zavedení nových ranních okružních linek s označením 97, 98, 99, které jsou v provozu každý den brzy ráno (s dojezdem do centra města před čtvrtou hodinou ranní). Linka 97 začíná v Žitavské ulici a pokračuje přes Růžodol I, Ostašov, Horní Hanychov, Dolní Hanychov a Jeřáb. Linka 98 začíná v Doubské ulici a je vedena skrz Doubí, Vesec a Rochlici, linka 99 pak začíná na Broumovské a její trasa vede přes Kunratickou, Harcov, Ruprechtice a Pavlovice. Všechny linky jsou ukončeny u libereckého nádraží, čímž je zajištěna doprava na první vlak, odjíždějící ve čtyři ráno ve směru do Pardubic. Linky zároveň slouží jako svoz řidičů MHD a od nádraží tak služebně pokračují do autobusových garáží v nedaleké Vilové ulici.
K další změně nočního provozu došlo 1. října 2015, kdy se změnily časy hromadných odjezdů nočních spojů. Nově jezdí každý den v 0:20, o volných dnech pak i v 1:20 a ve 2:20. Autobusy a tramvaje s odjezdem v 1:20 byly od 1. října 2017 provozovány celotýdenně, kvůli nezájmu cestujících byl ale jejich provoz v pracovní dny od 17. července 2018 opět zrušen.
V březnu 2020 kvůli pandemii Covid-19 byly noční linky zrušeny. Noční doprava byla od ledna 2022 obnova na dvou linkách (93 a 94), které obsloužili celé město na jednom spoji na každé lince.
Od ledna 2023 jsou noční autobisy provozována už na všech linkách (91-94) a došlo ke zrychlení dopravy do některých částí města, pořád stále jeden spoj na každé lince. Následně od ledna 2024 je na každé lince přidán jeden spoj navíc. 

### Školní linky
Kromě běžných linek zřizuje liberecký dopravní podnik také školní linky, které slouží primárně pro dopravu školáků do vybraných škol.
V roce 2020 je v provozu celkem deset takových linek, které jsou očíslovány 51-60. Vozí žáky a studenty ZŠ Jabloňová (linka 51), Střední školy gastronomie a služeb na Králově Háji (linka 52), Střední školy Kateřinky (linky 53, 54), ZŠ Vrchlického (linka 55), ZŠ Aloisina výšina (linka 56) či Technické univerzity (linky 57, 58). Linka 60 slouží pro dopravu školáků z Šimonovic především na ZŠ Vesec. Nejnovější školní linkou je linka 59, která od roku 2010 sváží žáky z městského obvodu Vratislavice nad Nisou do zdejší základní školy.
V minulosti fungovala také například linka 52, která zajišťovala dopravu z Doubí na ZŠ Broumovská, či linka 50, která během uzavírky mostu v Pavlovicích vozila žáky z Růžodolu I na ZŠ Jabloňová.
Školní linky jsou v provozu zpravidla pouze ve dny školního vyučování. Linky, které vozí studenty od / k nádraží (54, 58), jezdí jen v pátky, respektive neděle. Svým charakterem lze mezi školní linky zařadit i linku 36, která jezdí k ZŠ U školy a v provozu je také pouze v pracovní dny mimo letní prázdniny. Ačkoli jsou linky primárně určeny pro dopravu do škol na nich platí běžný tarif a je v nich umožněna přeprava i ostatním cestujícím, vyjma linky 59.

### Smluvní doprava a zvláštní linky
Liberecký dopravní podnik na základě objednávek soukromých subjektů provozuje dvě pravidelné komerční linky. Ta s označením 500 jezdí z centra města k obchodnímu centru Nisa, ta s označením 600 pak z centra k hypermarketu Globus, nákupnímu centru Géčko a hobbymarketu Bauhaus. Přeprava na těchto linkách je umožněna zdarma.
Mimo to dopravní podnik zajišťuje také dopravu na některé sportovní či kulturní akce. Například v létě je tak každoročně v provozu linka 41 pro návštěvníky hudebního festivalu Benátská! nebo linka 42 pro návštěvníky festivalu Létofest. Během konání lyžařského závodu Jizerská 50 funguje kyvadlová autobusová doprava mezi Libercem a Bedřichovem.  

## Vozový park

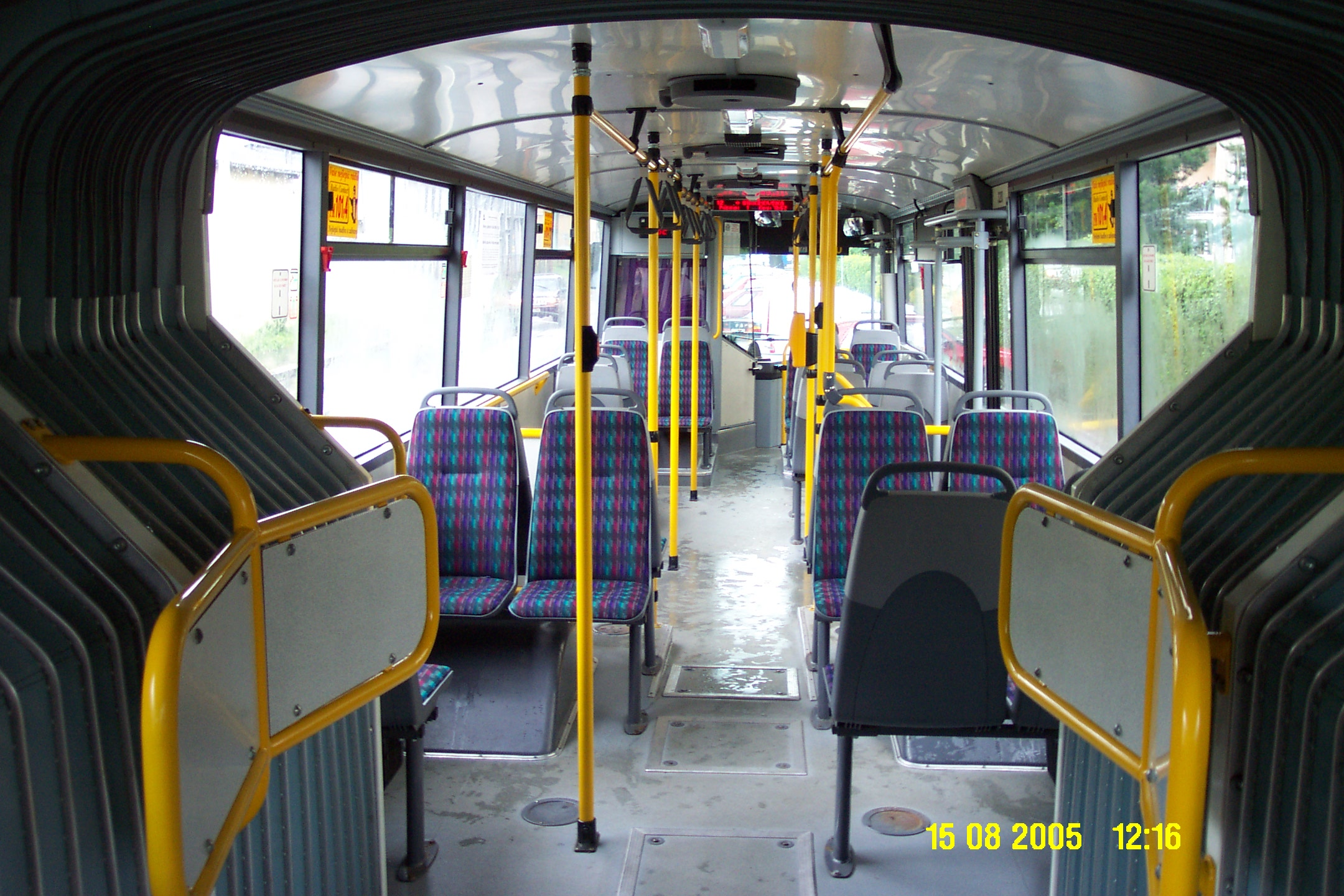
Interiér kloubové Karosy B 961E

Poslední Karosy B 732, které dříve tvořily základ vozového parku, byly vyřazeny k 30. červnu 2012.Liberecký DP provozoval od roku 1991 do roku 2010 také autobus Karosa C 734 s plošinou pro invalidy.
V roce 2000 zakoupil dopravní podnik vozy SOR B 9,5 a SOR C 9,5, které byly ovšem pro nepotřebnost později vyřazeny.
Libereckou MHD z části provozovala do roku 2008 ČSAD Liberec a. s., která vlastnila v září 2008 celkem 23 autobusů. Část tvořily starší vozy Karosa B 732, novější část vozového parku tvořilo 9 autobusů na zemní plyn (TEDOM Kronos 123 G od roku 2005 a jeden nízkopodlažní SOR BN 12G Ekobus z prosince 2004). DPML v rámci převzetí tohoto provozu koncem roku 2008 hodlal plynovou trakci dále rozšiřovat. ČSAD Liberec a. s. provozovala pří výluce meziměstské tramvajové linky o prázdninách roku 2006 na lince náhradní dopravy i 6 kloubových autobusů zapůjčených od DP města Hradce Králové a jeden plynový kloubový autobus zapůjčený z Bratislavy.[zdroj?]
BusLine provozoval v Liberci kolem 35 autobusů. Jednalo se např. o typy MAN Lion's City, Irisbus Citelis (CNG), TEDOM C 12 G, SOR BN 12 a další.
Dopravní podnik měst Liberce a Jablonce nad Nisou vlastnil v lednu 2019 kolem 100 autobusů. Provozní vozový park tvořily zejména poslední autobusy Irisbus Citybus 12M, SOR BN 12 (čtyřdveřová verze), TEDOM C 12 G, Irisbus Citelis 12M a Iveco Urbanway 12M. Jako náhrada za autobusy společnosti BusLine byly zakoupeny ojeté vozy Mercedes-Benz Citaro (standardní i kloubová verze) z německého Schwerinu.
V roce 2020 Dopravní podnik měst Liberce a Jablonce nad Nisou pořídil 10 kloubových autobusů Solaris Urbino 18 IV. generace na CNG pohon. První vozy vyjely do provozu koncem září 2020. Začátkem prosince toho roku následovalo dodání čtyř autobusů SOR NS 12. Počátkem roku 2021 si dopravce pořídil tři ojeté vozy Solaris Urbino 18 III. generace z Plzně a zároveň koupil dalších 8 autobusů typu SOR NS 12. V dubnu roku 2021 byly také zařazeny zprovozněné tři autobusy TEDOM C 12, které byly odstavené několik let v tramvajové vozovně. V září a prosinci 2021 byly zařazeny dva ojeté autobusy Solaris Urbino 18 III. generace z Plzně. V roce 2022 zakoupilo DPMLJ tři vozy Solaris Urbino 18 II. generace z Olomouce. V prosinci 2022 koupil 8 vozů SOR NS 12, následně v květnu 2023 další 2 autobusy stejného typu. V únoru 2023 koupil Solaris Urbino 10 III. generace z Rakouska. V únoru DPMLJ koupil svůj první elektrobus Solaris Urbino 12 IV. geenrace. V květnu 2023 také koupil 2 autobusy Solaris Urbino 12 IV. generace ze Znojma, z toho jeden dieselový, druhý na CNG. v květnu koupil další 2 elektrobusy značky Solaris, jeden o délce 12 metrů, druhý o délce 9 metrů. V září 2023 koupil z Brna 2 autobusy Irisbus Crossway LE 12M, v říjnu téhož roku další 2 opět z Brna, v listopadu další 3. V roce 2024 obdržel DPMLJ 8 vozidel SOR NSG 18 z celkem 16 objednaných a 10 autobusů SOR NSG 12.  V roce 2025 pak bylo dodáno zbylých 8 autobusů SOR NSG 18 a DPMLJ také koupil 5 vozidel Solaris Urbino 18 III. generace od dopravce Martin Uher ze Středočeského kraje.
| Typ                  | Modifikace a podtypy                                         | Dodávky v letech (celkové dodávky) | Počet (k 14. 1. 2024) | Poznámka                                                     |
| -------------------- | ------------------------------------------------------------ | ---------------------------------- | --------------------- | ------------------------------------------------------------ |
| SKD Stratos          | SKD Stratos LE 37                                            | 2011                               | 1                     | dlouhodobě využíván jako záložní vozidlo                     |
| Irisbus Citelis 12M  | Irisbus Citelis 12M                                          | 2013                               | 6                     |                                                              |
| Iveco Urbanway 12M   | Iveco Urbanway 12M, Iveco Urbanway 12M CNG                   | 2015 - 2018                        | 32                    |                                                              |
| Mercedes-Benz Citaro | Mercedes-Benz Citaro                                         | 2020 - 2021                        | 2                     | ojeté vozy z Německa                                         |
| Solaris Urbino 18    | Solaris Urbino 18 IV CNG, Solaris Urbino 18 III.             | 2020, 2022, 2023, 2025             | 18                    | dieselové vozy ojeté z Plzně, Olomouce a Středočeského kraje |
| SOR NS 12            | SOR NS 12, SOR NSG 12                                        | 2020 - 2023, 2024                  | 32                    |                                                              |
| SOR NS 18            | SOR NSG 18                                                   | 2024-2025                          | 16                    |                                                              |
| Solaris Urbino 10    | Solaris Urbino 10                                            | 2023                               | 1                     | ojetý vůz z Rakouska                                         |
| Solaris Urbino 12    | Solaris Urbino 12 IV, Urbino 12 IV CNG,Urbino 12 IV electric | 2023, 2024                         | 4                     | dieselový a plynový vozy jsou ojeté ze Znojma                |
| Solaris Urbino 9     | Solaris Urbino 9 Electric                                    | 2024                               |                       |                                                              |
| Irisbus Crossway LE  | Irisbus Crossway LE 12M                                      | 2023                               | 7                     | ojeté vozy z Brna, 4 vozy provozní, 3 dlouhodobě odstavené   |

## Tarifní systém
Po roce 2006 byly papírové předplatní průkazky nahrazovány Libereckou městskou kartou (později Opuscard), která umožňuje kromě jiného i elektronické placení jízdného. V roce 2006 bylo vydáno téměř 48 tisíc karet. Od roku 2008 je systém liberecké MHD zařazen do Integrovaného dopravního systému Libereckého kraje (IDOL). Do tarifní zóny Liberec (0001) náleží i autobusové zastávky v obcích Stráž nad Nisou, Šimonovice a Kryštofovo Údolí, od listopadu 2019 pak i v obci Bedřichov.
Jízdné v současné době činí 34 Kč při platbě hotově a 28 Kč při platbě kartou za dospělou osobu na 40 minut, za dítě pak na stejnou dobu korun 17 Kč při platbě hotově a 14 při platbě kartou. V Liberci funguje i systém SMS jízdenky a na všech tramvajových spojích je také možná úhrada jízdného platební kartou běžně používaných karetních asociací (Visa, MasterCard).